# II-86
Die II-86 (bulgarisch Републикански път ІІ-86 Republikanski pat II-86, also Republikstraße II-86) ist eine Hauptstraße (zweiter Ordnung) in Bulgarien. Sie beginnt westlich von Plowdiw (bulgarisch Пловдив) an der Straße I-8 (Europastraße 80), umgeht zunächst die Stadt Plowdiw im Südwesten und führt dann nach Süden zur bulgarisch-griechischen Grenze, die hier aber nicht überschritten werden kann (nächster Grenzübergang rund 10 km westlich).

## Verlauf

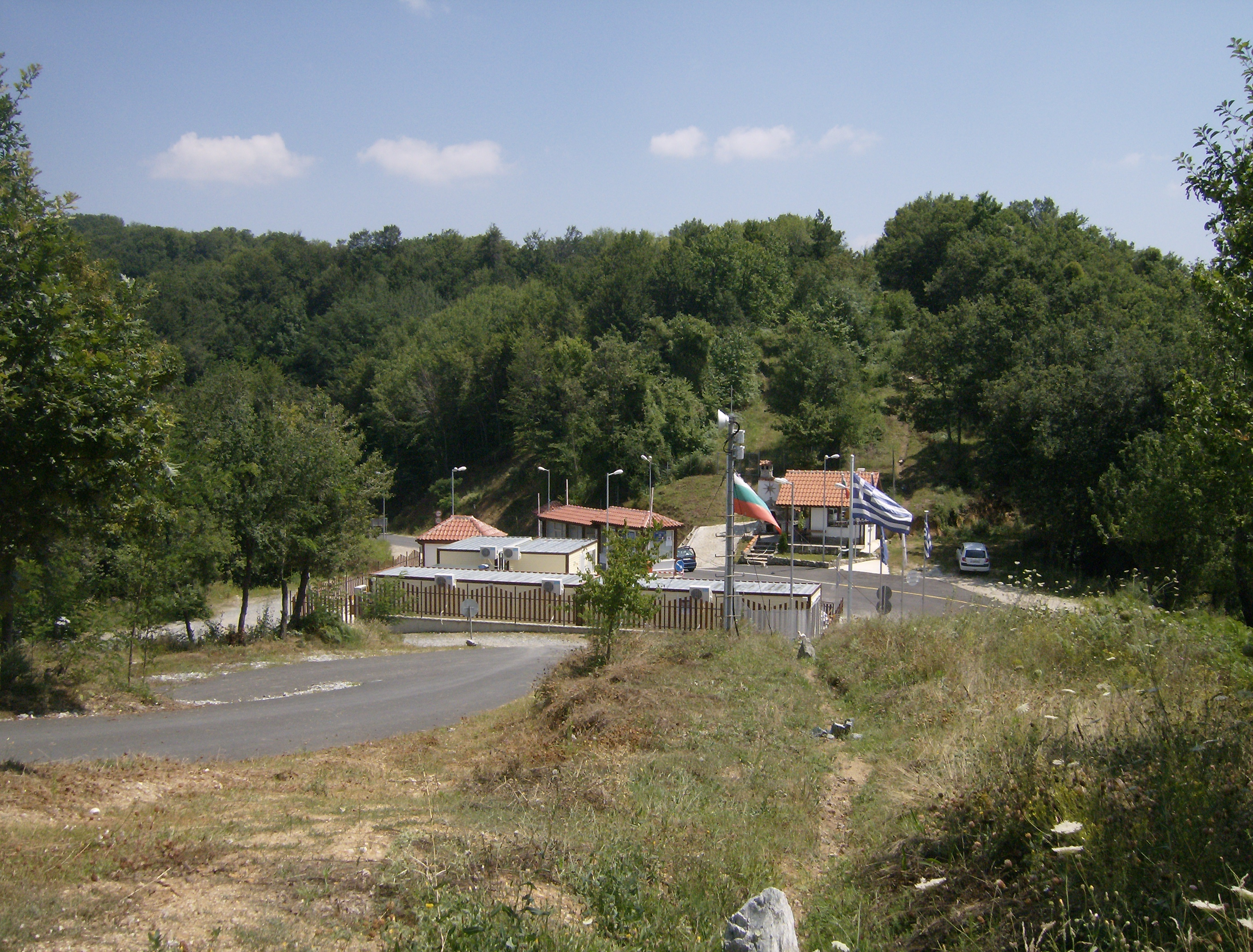
Blick auf den Grenzübergang Slatograd-Thermes

Kurz nach ihrem nördlichen Beginn an der Hauptstraße I-8 überquert die Straße den Fluss Mariza und umgeht die Stadt Plowdiw im Südwesten an den Vororten Proslaw und Komatewo vorbei, bis sie an einem Kreisverkehr auf die aus dem Zentrum von Plowdiw kommende Asenowgeadsko Schose trifft. Diesem folgt sie nach Südsüdosten und führt, über 10 km vierspurig ausgebaut, nach Assenowgrad (bulgarisch Асеновград), wo die nach Tschernootschene (bulgarisch Черноочене) führende Straße II-58 nach Südosten abzweigt. Von dort folgt sie, meist am orographisch linken Ufer, dem Tal des Flusses Tschaja (Tschepelarska reka) an der Festung Assenowa krepost und am Kloster Batschkowo vorbei nach Batschkowo, wo sie kurz auf das rechte Flussufer wechselt, und durch Naretschenski Bani und Chwojna nach Tschepelare (bulgarisch Чепеларе). Weiter verläuft sie durch die Rhodopen über Progled und den Roschen-Sattel (Рожен, 1436 m) mit einer weiten Ausbuchtung nach Nordosten über das Tal der Bjala Reka und das Dorf Bostina östlich an der Provinzhauptstadt Smoljan (bulgarisch Смолян) vorbei in dessen östlichen Ortsteil Gorno Wlachowo. Dort wendet sich die Straße nach Osten, folgt der Reka Tscherna und führt über Podwis und Taran in das Tal der Arda, das sie bei Srednogorzi erreicht und dem sie flussaufwärts nach Rudosem (bulgarisch Рудозем) folgt. Von dort führt sie über Sopotot nach Süden zur hier bisher nicht geöffneten Grenze zu Griechenland. Der weiter östlich gelegene, im Januar 2010 eröffnete Grenzübergang Slatograd-Thermes wird von Srednogorzi über die Straße dritter Ordnung 867, Madan (bulgarisch Мадан) und Slatograd (bulgarisch Златоград) erreicht und führt zur griechischen Straße Ethniki Odos 55 (Nationalstraße 55), die über Echinos (griechisch Εχίνος) nach Xanthi (griechisch Ξάνθη) führt.